# Petersburg (Tennessee)
Petersburg é uma cidade  localizada no estado norte-americano de Tennessee, no Condado de Lincoln e Condado de Marshall.

## Demografia
Segundo o censo norte-americano de 2000, a sua população era de 580 habitantes.
Em 2006, foi estimada uma população de 601, um aumento de 21 (3.6%).

## Geografia
De acordo com o United States Census Bureau tem uma área de
2,4 km², dos quais 2,4 km² cobertos por terra e 0,0 km² cobertos por água. Petersburg localiza-se a aproximadamente 292 m acima do nível do mar.

## Localidades na vizinhança
O diagrama seguinte representa as localidades num raio de 28 km ao redor de Petersburg.